# Jon Edward Ahlquist
Jon Edward Ahlquist, né le 27 juillet 1944 et mort le 7 mai 2020 à Huntsville, est un biologiste évolutionniste et un ornithologue américain.

## Biographie
Aux côtés de Charles Gald Sibley (1917-1998), il travaille sur une méthode de classification phylogénétique des oiseaux par l’étude de leur ADN.
Ils travaillent d’abord à l’université Yale, avant de quitter cet établissement en 1987. Ils reçoivent, en 1988, la médaille Daniel Giraud Elliot attribuée par la National Academy of Sciences en récompense pour leurs travaux. En janvier 1991, Sibley et Ahlquist publient Phylogeny and Classification of Birds, connue depuis sous le nom de taxinomie Sibley-Ahlquist. Ce dernier prend sa retraite en 1999 de son poste de professeur associé en zoologie à l’université de l'Ohio.